# Bulbophyllum theunissenii
Bulbophyllum theunissenii là một loài phong lan thuộc chi Bulbophyllum.